# Étang de l'école de Tamme
L'étang de l'école de Tamme (en estonien : Tamme kooli tiik) est un étang situé dans le quartier Tammelinn à Tartu en Estonie.

## Description
L'étang est dans la cour de l'école de Tamme à Tartu.
L'étang est situé au coin de la rue Suur Kaare et du boulevard Tamme puiestee. 
C'est le seul plan d'eau de Tammelinn.